# Biophytum heinrichsae
Biophytum heinrichsae är en harsyreväxtart som beskrevs av Paul Erich Otto Wilhelm Knuth. Biophytum heinrichsae ingår i släktet Biophytum och familjen harsyreväxter. Inga underarter finns listade i Catalogue of Life.